# Sonata para piano n.º 29 (Beethoven)

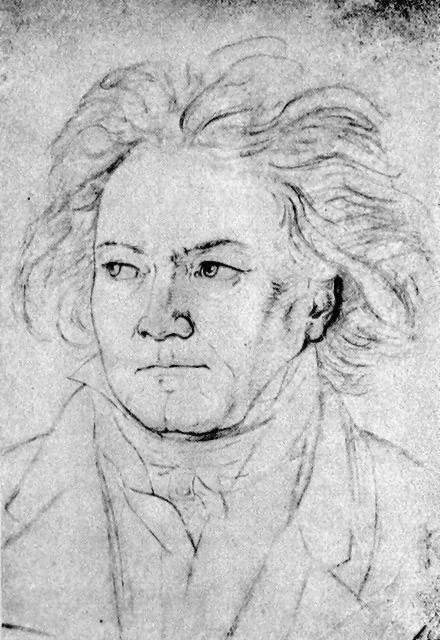
Beethoven en 1818.

La sonata para piano n.º 29 en si bemol mayor, Op. 106, subtitulada Hammerklavier, fue compuesta por Ludwig van Beethoven entre 1817 y 1818. La partitura está dedicada al archiduque Rodolfo de Austria. A menudo es considerada la composición para piano técnicamente más difícil de Beethoven y una de las obras solistas más exigentes del repertorio pianístico clásico.

## Historia

### Composición

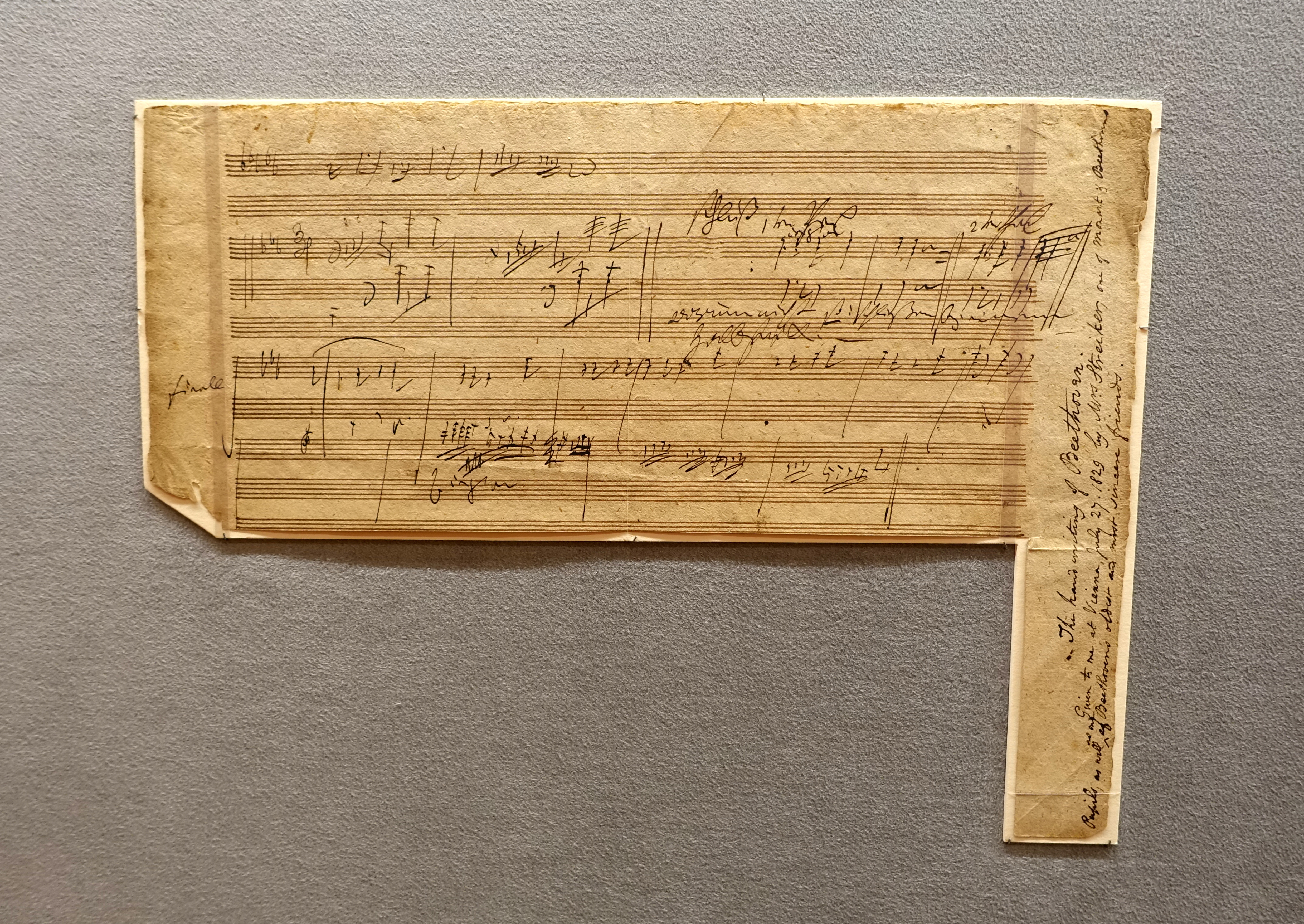
Bocetos manuscritos del movimiento lento de la Sonata Hammerklavier, c. 1818.

La composición de la pieza se desarrolló desde noviembre-diciembre de 1817 hasta la primavera de 1819. Se trata de una de las últimas sonatas para piano del compositor alemán. Con cerca de cuarenta minutos de duración, es una de las sonatas más largas que se hayan creado. Beethoven al terminarla dijo: «Ahora ya sé componer».
Esta sonata presentaba dificultades técnicas tan descomunales que todos los que intentaban interpretarla chocaban una y otra vez contra un muro infranqueable. Cuando Beethoven la terminó dijo: «Esta es una obra que no dará problemas a los pianistas que la ejecuten dentro de cincuenta años». No le faltaba razón. Se dice que fue Franz Liszt el primero que pudo demostrar ante el público que era una obra ejecutable. Y no solo hay que vencer las dificultades técnicas, también hay que saber moverse en una gran variedad de registros diferentes y salir airoso de ellas.[cita requerida]  En su publicación, no tuvo una buena acogida por parte del público, y ningún pianista se atrevía a enfrentarse a tal sonata, ya que demanda técnicamente más del ejecutante que otras obras. Esta composición ha "tentado" a todos los grandes pianistas de los últimos cien años, e incluso a algunos como Artur Schnabel, que nunca quedaron del todo satisfechos con su ejecución.[cita requerida]

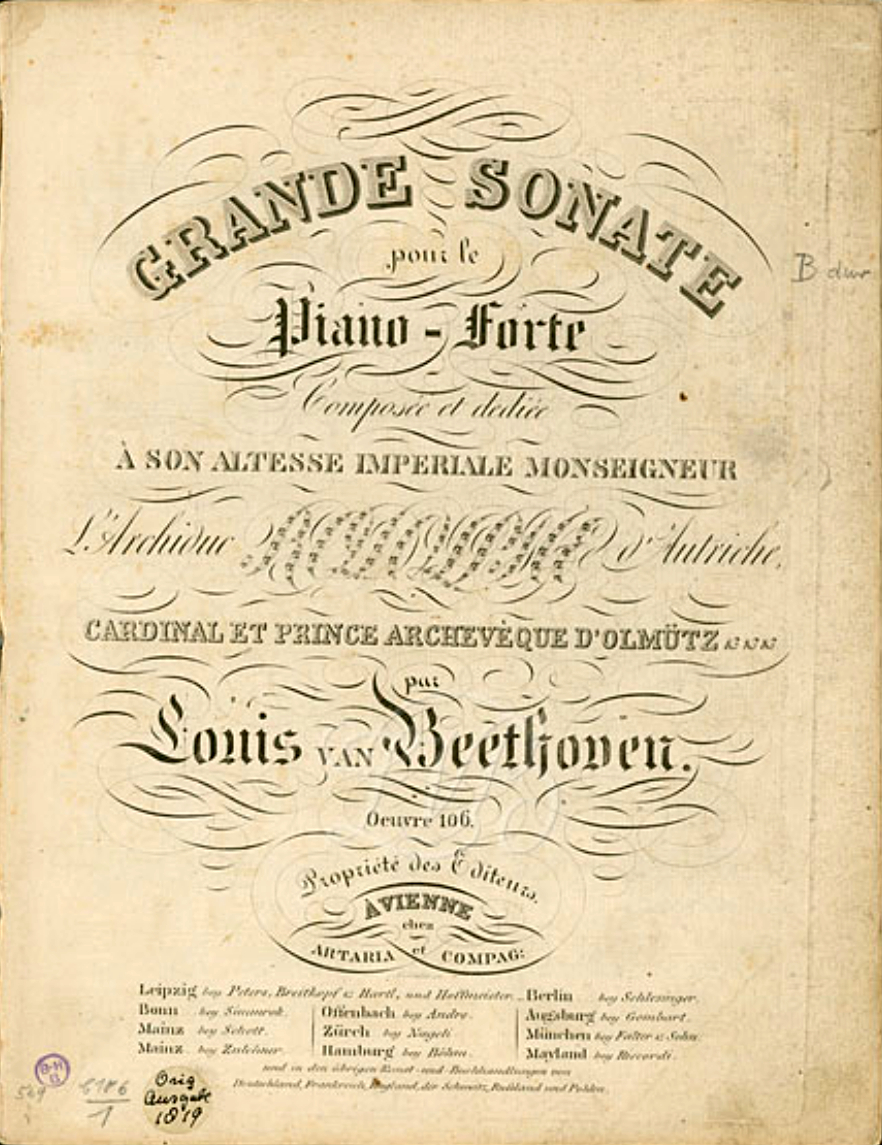
Portada de la primera edición de la Sonata Hammerklavier.

### Publicación

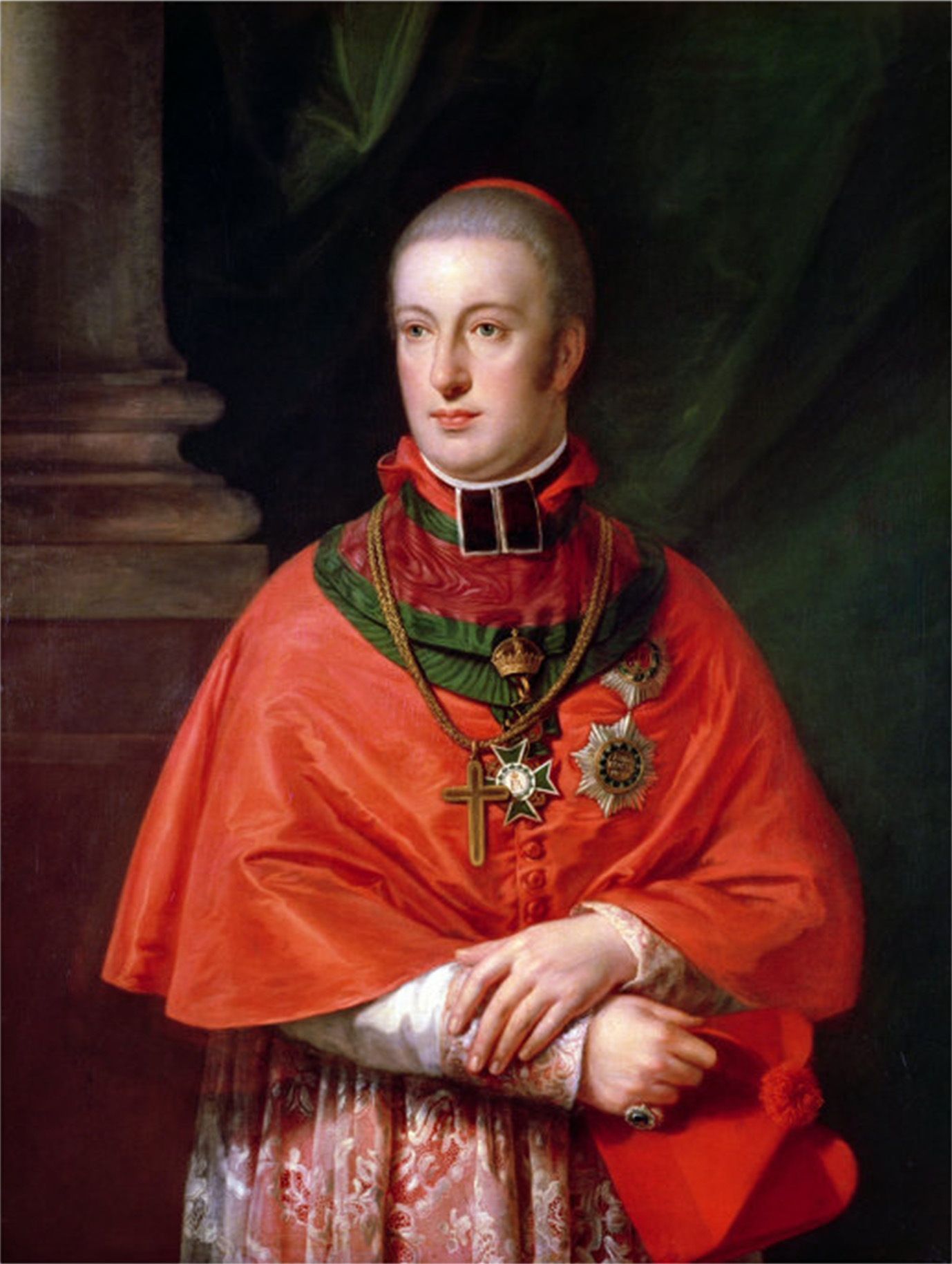
Archiduque Rodolfo, dedicatario de la pieza.

La primera edición del Op. 106 fue llevada a cabo por la editorial Artaria en 1819 en Viena. Se anunció en el Wiener Zeitung el 15 de septiembre de 1819 por Artaria. La edición contaba con dos pequeñas portadas una en alemán y otra en francés. La versión en alemán es la que lleva el título Grosse Sonate für das Hammerklavier.
La dedicatoria que figura en la partitura es para el archiduque Rodolfo de Austria, que era el hermano pequeño del emperador Francisco I de Austria. Rodolfo era su amigo, su alumno y su mecenas más importante además de un consumado pianista. Ya le había dedicado su Sonata Les adieux. Nadie recibió más dedicatorias por parte del maestro alemán que Rodolfo, a quien le dedicó los Conciertos para piano n.º 4 y n.º 5; el Trío Archiduque y la Missa Solemnis.

### Nombre
El sobrenombre de la obra proviene del encabezamiento de la portada en la versión en alemán: Große Sonate für das Hammerklavier (Gran sonata para piano de martillos). Las cinco últimas sonatas para piano de Beethoven llevaban esta misma denominación, pero sólo la del Op. 106 se quedó con ese apodo. El término Hammerklavier significa literalmente piano de martillos. Beethoven solicitó a la editorial la inclusión de esta palabra en el título ya que quería especificar el instrumento musical en el que ha de interpretarse la pieza. El compositor quería que la sonata se tocase en el pianoforte, que era el teclado moderno con cuerdas martilleadas. El antiguo clave cuyo mecanismo era de cuerdas pulsadas no era una opción aceptable.

## Estructura y análisis
La sonata consta de cuatro movimientos:
- I. Allegro, en si bemol mayor 2
2
- II. Scherzo. Assai vivace, en si bemol mayor 3
4
- III. Adagio sostenuto. Appassionato e con molto sentimento, en fa sostenido menor 6
8
- IV. Largo – Allegro risoluto, en si bemol mayor 4
4

La interpretación de esta obra dura aproximadamente 43 minutos. Charles Rosen ha señalado que, además de las conexiones temáticas entre los movimientos y el uso de estructuras formales clásicas tradicionales, gran parte de la obra se organiza en torno a un motivo de tercera descendente (mayor o menor). Esta tercera descendente es omnipresente en toda la obra, pero se reconoce más claramente en las siguientes secciones: la fanfarria inicial del Allegro; en la imitación del scherzo de la fanfarria antes mencionada, así como en su tema de trío; en el segundo compás del Adagio; y en la fuga, tanto en sus patrones introductorios de octava grave como en el tema principal, como las series de siete notas que terminan en notas descendentes por terceras.

### I.Allegro
El primer movimiento, Allegro, está escrito en la tonalidad de si bemol mayor, en compás de 2/2 y sigue la forma sonata. En lo formal, está más cerca del Clasicismo que del Romanticismo, aunque su sonoridad y sus contrastes reflejan claramente un lenguaje nuevo. De proporciones colosales, comienza con un brío comparable al arranque de su Quinta Sinfonía. El primer tema, de carácter heroico y triunfal, consiste en unos acordes fortissimo en tónica en ambas manos que marcan con decisión el avance y el ritmo de la pieza. El segundo tema, más melódico en la submediante sol mayor, aprovecha más la extensión del teclado. Este segundo tema se acerca a su fin con la ejecución de un trino y una melodía, tocándolo todo con una sola mano. Este fue un recurso técnico creado por Beethoven y ampliamente explotado en esta y, en general, en sus últimas sonatas. Tras la habitual repetición de ambos temas, el desarrollo está coronado por un pasaje fugado (otra constante en el periodo tardío) que se inicia a dos voces y termina a cuatro voces. Es entonces cuando los elementos de ambos temas se enfrentan en una lucha llena de contrastes. En la reexposición ambos temas salen fortalecidos, siendo las dificultades técnicas aún mayores. Se cierra con una coda, en la que los grandes contrastes siguen presentes prácticamente hasta el final.

### II.Scherzo. Assai vivace
El segundo movimiento, Scherzo. Assai vivace, continúa en la tonalidad inicial, está en compás de 3/4 y adopta una forma ternaria. Es muy breve en comparación con los vastos movimientos adyacentes. Al igual que en la Novena Sinfonía, el scherzo figura aquí en segundo lugar en vez de en el tercero habitual. Las dificultades técnicas vuelven a manifestarse. Existe cierta analogía entre el comienzo del scherzo y el primer tema de la sonata. También aquí Beethoven transporta toda la melodía una octava hacia el registro agudo tras unos compases de presentación. Es como si en el scherzo el compositor hiciera una caricatura de una parte del primer movimiento. Una modulación marca el comienzo del trío. Verdaderamente parece que todo está en precario equilibrio. Hasta que una escala ascendente termina con una alternancia de acordes, que parece sonar más como una señal de alarma para volver a la tonalidad anterior. La conclusión es ciertamente enigmática, en lo que parece una interrogación.

### III.Adagio sostenuto. Appassionato e con molto sentimento
El tercer movimiento, Adagio sostenuto. Appassionato e con molto sentimento, está en fa sostenido menor, en compás de 6/8 y sigue la forma de tema con variaciones. Todo un templo al que se accede por la angosta puerta que constituyen las dos notas iniciales, añadidas por Beethoven en el último momento. En efecto, poco después de finalizar la composición y cuando el original estaba ya en manos del editor, el compositor le escribió diciéndole que en el inicio del Adagio debía añadir dos notas. Esto extrañó tanto al editor que creyó que el maestro se había vuelto loco. Pero cuando comprobó el efecto de esas dos notas, comprendió el deseo de incluir a toda costa ese comienzo. Está escrito en una de las formas en las que el genio de Bonn ejerció un dominio absoluto: el tema con variaciones. El tema inicial está escrito con una textura casi polifónica. La primera variación transforma el tema en una melodía que empieza a recordar a Chopin y en la que se acentúa el carácter atormentado del movimiento. Tras unos compases en los que el autor parece sentirse desorientado, comienza la segunda variación, construida magistralmente con una melodía en amplios intervalos. Después de modular, aparece la tercera variación, que en realidad es la primera variación modificada. De pronto, el compositor parece que se tuviera que desembarazar de toda la angustia precedente, en lo que parece un grito desesperado. Al final, el tema inicial reaparece como un recuerdo con un brillo crepuscular.

### IV.Largo - Allegro risoluto
El cuarto y último movimiento, Largo - Allegro risoluto, retoma la tonalidad inicial, en compás de 4/4 y adopta una forma rondó y fuga. La obra termina de manera contundente con una fuga a tres voces de carácter casi apocalíptico. Antes de la fuga, durante algo más de dos minutos, se extiende una de las páginas más enigmáticas y alucinantes de la literatura pianística beethoveniana. Una especie de punto de partida hacia algo desconocido. Incluso podemos imaginarnos al maestro al piano, tanteando, buscando en la oscuridad la salida a la encrucijada, improvisando posibles formas de terminar la obra. De pronto, tras un irresistible crescendo de acordes, aparece el tema de la fuga como una revelación, en lo que será un increíble ejercicio contrapuntístico donde tienen cabida las más audaces armonías. Como decía Beethoven, «componer fugas es lo más sencillo que hay, pero la imaginación también reclama sus derechos». El tema principal de la fuga está encabezado por un trino, elemento que aquí hace el papel casi de tema dentro del tema. Las ideas musicales vuelan vertiginosas en pasajes que exigen del intérprete mucho más de lo que estaban acostumbrados en aquellos tiempos. Voces que se solapan, violentos trinos que surgen como de la nada en cualquier registro del teclado, cánones retrógrados que hacen que parezca que vemos la partitura en un espejo.

## Influencia
La Sonata para piano n.º 1 en do mayor, Op. 1 de Johannes Brahms se abre con una fanfarria similar a la que se escucha al principio de la Sonata Hammerklavier. También en su Sinfonía n.º 4, Brahms utiliza temas de esta sonata de su 3 movimiento (min 24:30 aprox.), en una imitación nota a nota al principio de la sinfonía.

## Adaptaciones
El compositor Felix Weingartner elaboró una orquestación de la sonata. En 1878 el filósofo alemán Friedrich Nietzsche había sugerido tal orquestación en su obra Humano, demasiado humano:

«En la vida de los grandes artistas, hay contingencias desafortunadas que, por ejemplo, obligan al pintor a no bosquejar su cuadro más importante mas que en estado de idea fugitiva, o forzaron, por ejemplo, a Beethoven a no dejarnos en muchas grandes sonatas (como la en Si mayor). En tales casos, el artista que venga después debería intentar corregir a posteriori la vida de los grandes hombres; por ejemplo, un maestro de todos los efectos orquestales lo haría devolviendo a la vida la sinfonía que había sufrido una aparente muerte pianística.»

Por su parte, Charles Rosen calificó de "disparatados" los intentos de orquestar la obra.